# Alexis Grivas
Alexis Grivas (Atenes, 5 de novembre de 1940) és un director de fotografia, periodista, crític i programador de cinema. D'origen grec, va desenvolupar gran part de la seva carrera a Mèxic, va destacar per la fundació del Grup Cinema 70 i per promoure la inclusió de films mexicans en festivals internacionals de renom.

## Biografia
Va estudiar cinema en Atenes i en París, on va conèixer en el Institut des hautes études cinématographiques a Paul Leduc, Rafael Castanedo i Felipe Cazals. A causa del cop militar a Grècia de 1967, va ser convidat pels seus amics mexicans al país. Va fundar el grup de cinema alternatiu Cinema 70, al costat de Leduc, Castanedo, Cazals, Arturo Ripstein, Mariano Sánchez Ventura i Bertha Navarro. Va participar com a fotògraf de cinema a Olimpiada en México de Paul Leduc y grabando el moviment estudiantil mexicà de 1968.
Va participar en la documentació de gires internacionals del llavors president Luis Echeverría, i de la mà del seu germà Rodolfo, qui en aquells dies encapçalava la Direcció General de Cinematografia de la Secretaria de Governació, va promoure el cinema mexicà en festivals com el de Berlín i el de Canes. En 1977 va tornar a Grècia per a seguir la seva trajectòria professional, on va ser assessor del Centre de Cinematografia d'aquest país en la dècada dels vuitanta. És membre fundador de la Mostra de Guadalajara, ara Festival Internacional de Cinema a Guadalajara.
Des de llavors ha participat com a fotògraf de cinema en més de cinquanta produccions mexicanes i internacionals.

## Obra
- 1966 - 750,000 (curtmetratge, va ser director i realitzador)
- 1969 - Familiaridades
- 1969 - La hora de los niños
- 1969 - Mictlán
- 1969 - Salón independiente
- 1970 - Q.R.R. (Quien resulte responsable)
- 1970 - Exorcismos
- 1970 - Reed, México insurgente
- 1970 - El juego de Zuzanka
- 1971 - Semana Santa entre los coras
- 1971 - El náufrago de la calle de la Providencia
- 1973 - Los que viven donde sopla el viento suave
- 1973 - Sur: sureste 2604
- 1973 - Juan Pérez Jolote
- 1974 - Homenaje a León Felipe
- 1974 - Viaje a Cuba
- 1974 - Contra la razón y por la fuerza
- 1975 - Cine y futuro
- 1975 - La tierra de todos
- 1975 - Septiembre 22, 1975
- 1975 - Convencer para vencer
- 1977 - Iztapalapa
- 1981 - Beyroutou el lika
- 1981 - To ergostasio
- 1987 - Giannis Rifsos
- 1990 - Eikones gia ton Pavlo Zanna

## Premis i distincions
- 1973 - Nominat al Premi Ariel a la millor fotografia per Reed, México insurgente
- 2009 - Medalla Salvador Toscano al mèrit cinematogràfic (Cineteca Nacional)
- 2014 - Cavaller de l'Orde de les Arts i les Lletres de la República Francesa[3]